# Västerbottens län
Västerbottens län är ett län beläget i övre Norrland. Länet består av landskapet Västerbotten, nordöstra delen av landskapet Ångermanland och södra delen av landskapet Lappland samt en liten obefolkad del av norra Jämtland. Västerbottens län är det näst största länet i Sverige och upptar en åttondel av Sveriges yta. I länet bor fler än 270 000 invånare, varav närmare 80 procent i kustkommunerna. Residensstad är Umeå, med två universitet: Umeå universitet och Sveriges lantbruksuniversitet (SLU).
Västerbottens läns valkrets utgör en valkrets vid riksdagsval i Sverige.

## Historia

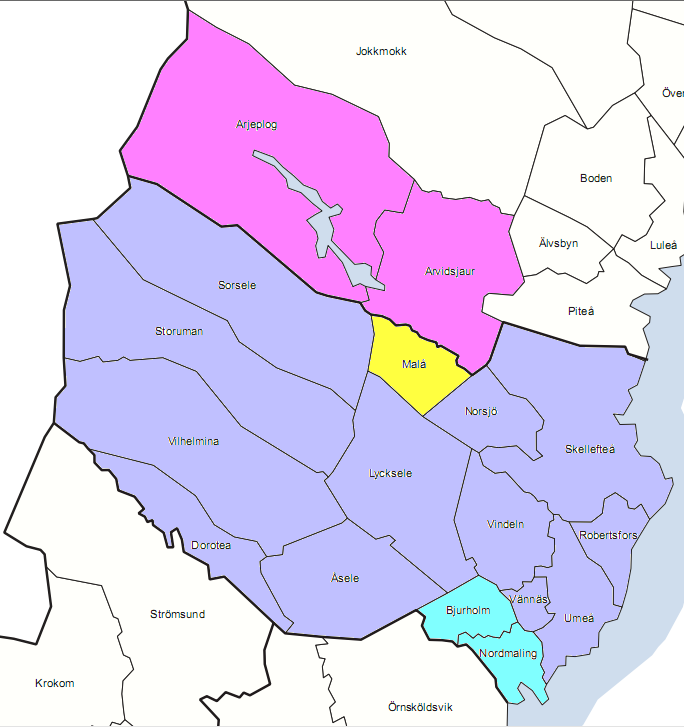
Nuvarande och tidigare gränser för Västerbottens län. Arvidsjaur och Arjeplog tillhörde länet fram till 1837. Malå var före 1862 en del av Arvidsjaurs socken. Nordmaling och Bjurholm överfördes från Västernorrlands län 1810.

Västerbottens län bildades i januari 1638 av den norra delen av Västernorrlands län eftersom brytningen i Nasa silvergruva ansågs kräva en landshövding på närmare håll än Härnösand. Därefter har det nästan alltid funnits ett län med detta namn. Under perioden 1654–60 samt 1664–74 ingick området dock i Västerbotten och Österbotten, och 1660–64 i Västernorrlands län. Här lämnas en översikt över Västerbottens län genom tiderna. Residensstad har hela tiden varit Umeå.
- 1637–54. Västerbotten, Ume, Pite, Lule och Torne och Kemi lappmarker.
- 1654–60 samt 1664–74. Västerbottens och Österbottens län, omfattande Västerbotten och Österbotten samt Ume, Pite, Lule, Torne och Kemi lappmarker.
- 1674–1694. Västerbotten samt Ume, Pite, Lule, Torne och Kemi lappmarker.
- 1694–1810. Västerbotten och samtliga lappmarker (Ångermanna lappmark fördes hit från Västernorrlands län 1694). År 1776 avskildes Kuusamoområdet och tillfördes Uleåborgs län. Efter förlusten i finska kriget 1809 avträddes områdena öster om Könkämäälven, Muonioälven och Torneälven till Ryssland.
- 1810–. Västerbotten samt Åsele, Lycksele och Pite lappmarker. Av det nordligare området bildades Norrbottens län. Som kompensation utökades Västerbottens län i söder med de ångermanländska socknarna Nordmaling och Bjurholm. Pite lappmark överfördes 1837 till Norrbottens län, varifrån Malå återfördes 1869.

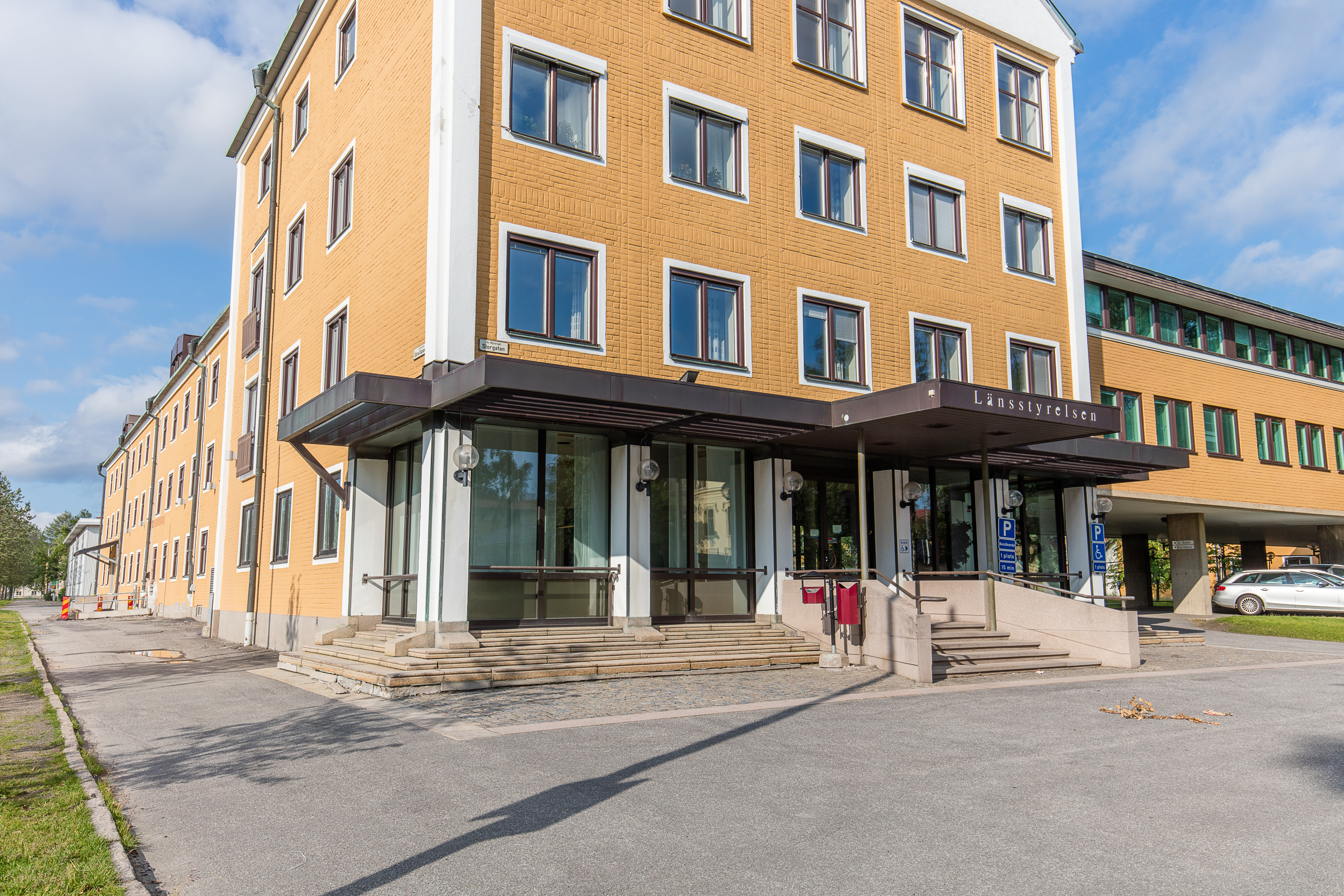
Länsstyrelsens byggnad i Umeå, från Storgatan.

## Geografi
Västerbottens län har en varierad natur, allt från det karga kustlandskapet vid Bottenviken till den mäktiga fjällnaturen i väster på gränsen mot Norge. Däremellan finns inlandet med milsvida skogar och myrar. Länets naturreservat återspeglar denna mångfald. Länets högsta punkt är Norra Sytertoppen (1 767 m ö.h.).
I Västerbottens län finns en nationalpark, Björnlandets nationalpark i Åsele kommun, och 180 naturreservat. Naturreservaten har en total yta på cirka 800 000 hektar och täcker därmed 13 procent av länets yta. Vindelfjällens naturreservat i Sorsele och Storumans kommuner är med sina 560 000 hektar norra Europas största skyddade område.

## Styre och politik

### Styre
På länsnivå sköts de politiska uppgifterna dels av Länsstyrelsen Västerbotten och dels av Region Västerbotten.

### Administrativ indelning

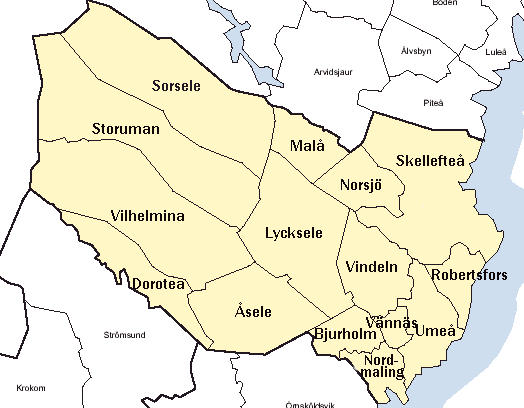
Kommuner i Västerbottens län

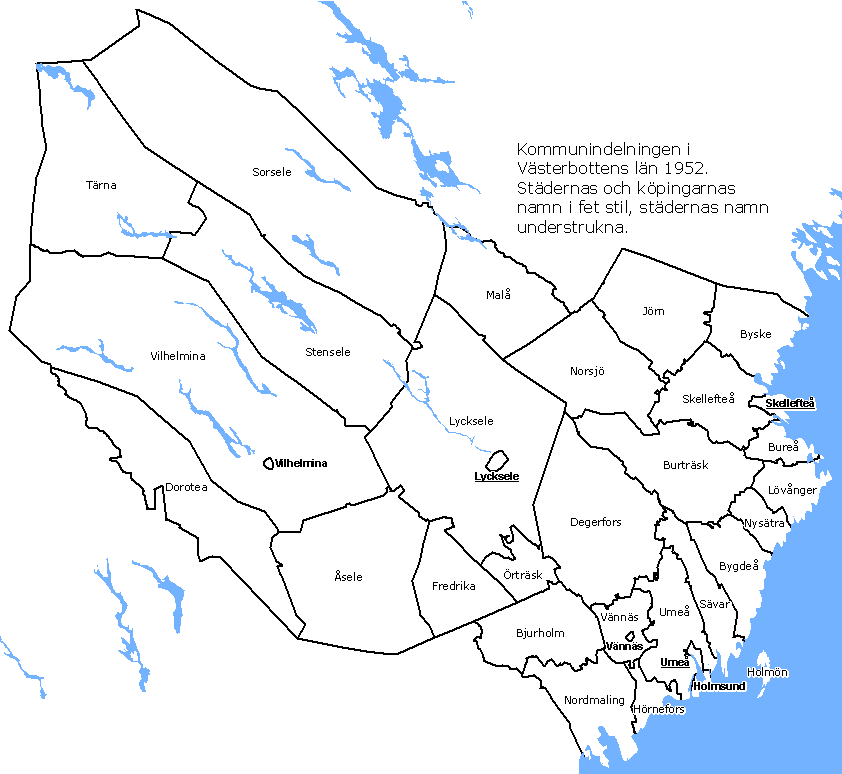
Kommunindelningen i Västerbottens län 1952. Länsgränsen är den samma idag som då.

I Västerbottens län finns det 15 kommuner – Bjurholm, Dorotea, Lycksele, Malå, Nordmaling, Norsjö, Robertsfors, Skellefteå, Sorsele, Storuman, Umeå, Vilhelmina, Vindeln, Vännäs samt Åsele.

## Ekonomi och infrastruktur

### Näringsliv

#### Jord- och skogsbruk
Totalt svarade jord- och skogsbruket i länet för två procent av sysselsättningen i början av 2020-talet, men siffrorna varierade kraftigt mellan olika kommuner. Ungefär hälften av landarealen består av produktiv skogsmark.
Mellan Umeå och Vännäs, norrut mot Bygdeå samt vid Skellefteås kust återfinns jordbrukets kärnområden. Den största delen av odlingsmarken används för sådd av vallväxter, resterande del används företrädesvis för odling av vårkorn och potatis.  Kött och mjölk produceras för försäljning, vilket är den dominerande inkomsten för jordbrukarna. Många kombinerar fortfarande jordbruket med skogsbruk och majoriteten av gårdarna har också tillgång till egen skog.

#### Industri
I samband med att Sveriges industrier fick  genomslag i ekonomin och samhället i slutet av 1800-talet kom industrierna att specialiseras i olika de olika regionerna. I Västerbottens län har naturresurserna varit grunden för industrialiseringen. Processen  inleddes med utvecklingen av skogsindustrin i mitten av 1800-talet. Malm har brutits i Västerbotten sedan 1600-talet, men det var först när utvinningen från Skelleftefältet inleddes i början av 1900-talet som det utvecklades till en basindustri. Efter andra världskriget tog verkstadsindustrin fart i Västerbotten. Traditionellt har verkstadsindustrin i länet varit småskalig, "med ett lokalt entreprenörskap som grund".
Totalt svarade industrin för 24 procent av sysselsättningen i länet, även om siffrorna varierade kraftigt mellan olika kommuner. I till exempel Robertsfors har verkstadsindustrin stor betydelse för sysselsättningen, men den  största verkstadsindustrin Umeverken finns i Umeå. Andra större industrier är Sveriges enda smältverk, Rönnskärsverken, som är beläget i Skelleftehamn samt Volvo Lastvagnar i Umeå.

#### Energi och råvaror
Vattenkraften har varit en viktig energikälla för industrin och i Västerbotten har den byggts ut sedan slutet av 1800-talet. Det första som byggdes var Klabböle vattenkraftverk år 1889. Därefter har vattenkraften snabbt byggts ut, till exempel anlades 127 vattenkraftverk i länet från år 1914 till 1919. Enligt uppgifter från 2019 fanns ett 30-tal småskaliga vattenkraftverk i länet och ett tiotal större.
I Skelleftefältet finns koppar, zink och bly men också mindre mängder guld och silver. Vid Björkdal finns en avvikande malmtyp i form av guldförande kvartsgångar.

#### Tjänster
Tjänstesektorn, både privata och offentliga, sysselsatte omkring tre fjärdedelar av invånarna i länet i början av 2020-talet. Tillväxten inom tjänstesektorn har varit kraftig under 2000-talet i hela länet, men i synnerhet i Umeå och Skellefteå. Bland de största arbetsgivarna inom tjänstesektorn återfinns de statliga arbetsgivarna Umeå universitet och Sveriges lantbruksuniversitet men också regionala arbetsgivaren Region Västerbotten, främst Norrlands universitetssjukhus.

### Infrastruktur

#### Transporter
För allmänna busskommunikationer inom länet ansvarar Länstrafiken i Västerbotten. Persontrafiken på järnväg sköts av tre olika bolag, SJ kör dagtåg Umeå–Stockholm samt nattåg på uppdrag av Trafikverket Narvik/Luleå–Jörn–Bastuträsk–Umeå–Stockholm. För den regionala persontrafiken ansvarar Norrtåg och dess operatör Vy Tåg, med linjer från Umeå till Luleå, Vännäs och Sundsvall. 
Det finns fem flygplatser i länet: Umeå, Skellefteå, Lycksele, Vilhelmina och Hemavan.

## Befolkning

### Massmedier

#### Press
Västerbottens-Kuriren är en frisinnad och liberal dagstidning som ges ut i Västerbottens län, med undantag för Malå och Norsjö kommun. Upplagan år 2020 uppgick till 30 600. Folkbladet Västerbotten är en socialdemokratisk dagstidning som bevakar samtliga kommuner i länet och hade år 2020 en upplagan på 5 100. Norran är partipolitiskt obunden dagstidning med beteckningen frisinnad som har spridningsområde i tre kommuner i Västerbotten – Malå, Norsjö och Skellefteå. Tidningen finns även i Norrbottens län och upplagan år 2020 uppgick till 18 700.

#### Television
SVT Nyheter Västerbotten sänder regionala nyheter och väder. De regionala redaktionerna finns i Skellefteå och Umeå.

### Demografi

#### Statistik
| Befolkningsutvecklingen i Västerbottens län 1810–2024            | Befolkningsutvecklingen i Västerbottens län 1810–2024 | Befolkningsutvecklingen i Västerbottens län 1810–2024 | Befolkningsutvecklingen i Västerbottens län 1810–2024 | Befolkningsutvecklingen i Västerbottens län 1810–2024 |
| ---------------------------------------------------------------- | ----------------------------------------------------- | ----------------------------------------------------- | ----------------------------------------------------- | ----------------------------------------------------- |
|                                                                  |                                                       |                                                       |                                                       |                                                       |
| År                                                               |                                                       |                                                       | Invånare                                              |                                                       |
| 1810                                                             | 1810                                                  |                                                       | 33 733                                                | 33 733                                                |
| 1820                                                             | 1820                                                  |                                                       | 40 364                                                | 40 364                                                |
| 1830                                                             | 1830                                                  |                                                       | 49 994                                                | 49 994                                                |
| 1840                                                             | 1840                                                  |                                                       | 54 603                                                | 54 603                                                |
| 1850                                                             | 1850                                                  |                                                       | 67 674                                                | 67 674                                                |
| 1860                                                             | 1860                                                  |                                                       | 81 478                                                | 81 478                                                |
| 1870                                                             | 1870                                                  |                                                       | 91 759                                                | 91 759                                                |
| 1880                                                             | 1880                                                  |                                                       | 106 435                                               | 106 435                                               |
| 1890                                                             | 1890                                                  |                                                       | 122 784                                               | 122 784                                               |
| 1900                                                             | 1900                                                  |                                                       | 143 735                                               | 143 735                                               |
| 1910                                                             | 1910                                                  |                                                       | 161 366                                               | 161 366                                               |
| 1920                                                             | 1920                                                  |                                                       | 182 246                                               | 182 246                                               |
| 1930                                                             | 1930                                                  |                                                       | 204 031                                               | 204 031                                               |
| 1940                                                             | 1940                                                  |                                                       | 219 939                                               | 219 939                                               |
| 1950                                                             | 1950                                                  |                                                       | 231 750                                               | 231 750                                               |
| 1960                                                             | 1960                                                  |                                                       | 239 619                                               | 239 619                                               |
| 1970                                                             | 1970                                                  |                                                       | 233 134                                               | 233 134                                               |
| 1975                                                             | 1975                                                  |                                                       | 236 397                                               | 236 397                                               |
| 1980                                                             | 1980                                                  |                                                       | 243 856                                               | 243 856                                               |
| 1985                                                             | 1985                                                  |                                                       | 245 255                                               | 245 255                                               |
| 1990                                                             | 1990                                                  |                                                       | 251 968                                               | 251 968                                               |
| 1995                                                             | 1995                                                  |                                                       | 260 472                                               | 260 472                                               |
| 2000                                                             | 2000                                                  |                                                       | 255 640                                               | 255 640                                               |
| 2005                                                             | 2005                                                  |                                                       | 257 652                                               | 257 652                                               |
| 2010                                                             | 2010                                                  |                                                       | 259 286                                               | 259 286                                               |
| 2015                                                             | 2015                                                  |                                                       | 263 378                                               | 263 378                                               |
| 2020                                                             | 2020                                                  |                                                       | 273 192                                               | 273 192                                               |
| 2024                                                             | 2024                                                  |                                                       | 281 138                                               | 281 138                                               |
| Källa: Folkmängd länsvis 1805-2020, SCB, accessdatum 2023-04-17. |                                                       |                                                       |                                                       |                                                       |

#### Urbanisering
De största tätorterna i länet enligt SCB år 2018:
| Nr | Tätort        | Kommun             | Folkmängd (2018) |
| -- | ------------- | ------------------ | ---------------- |
| 1  | Umeå          | Umeå kommun        | 87 404           |
| 2  | Skellefteå    | Skellefteå kommun  | 35 775           |
| 3  | Lycksele      | Lycksele kommun    | 8 572            |
| 4  | Holmsund      | Umeå kommun        | 5 969            |
| 5  | Vännäs        | Vännäs kommun      | 4 466            |
| 6  | Ursviken      | Skellefteå kommun  | 3 850            |
| 7  | Vilhelmina    | Vilhelmina kommun  | 3 512            |
| 8  | Skelleftehamn | Skellefteå kommun  | 3 094            |
| 9  | Sävar         | Umeå kommun        | 3 000            |
| 10 | Nordmaling    | Nordmalings kommun | 2 631            |

Residensstaden är i fet stil